# Karel Kuklík

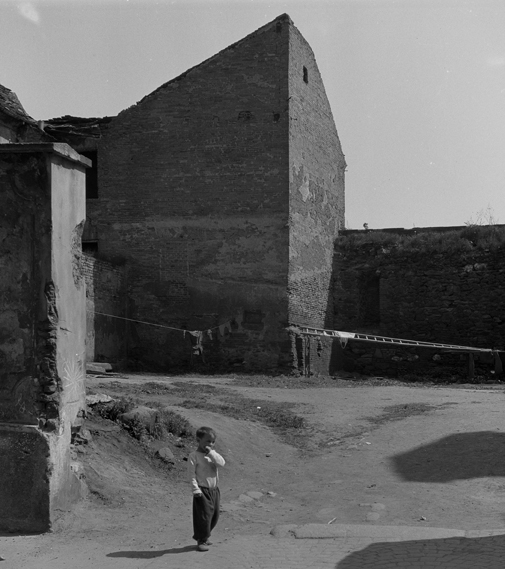
Z cyklu Mrtvé město, 1959

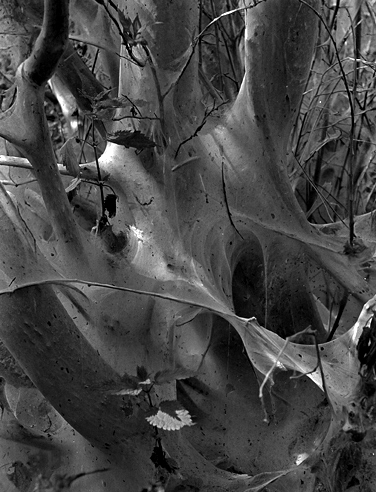
Z cyklu Zamořená krajina I, 1959

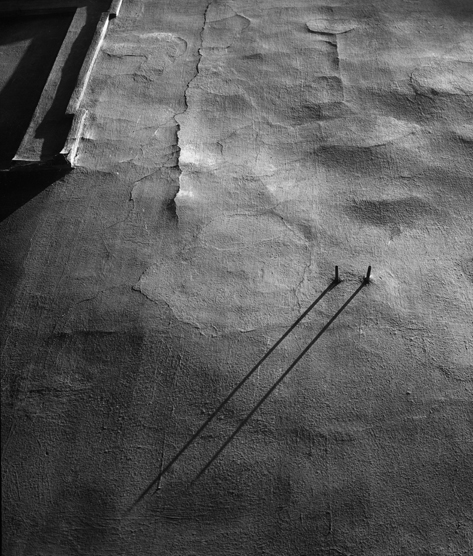
Z cyklu Čas města, 1964

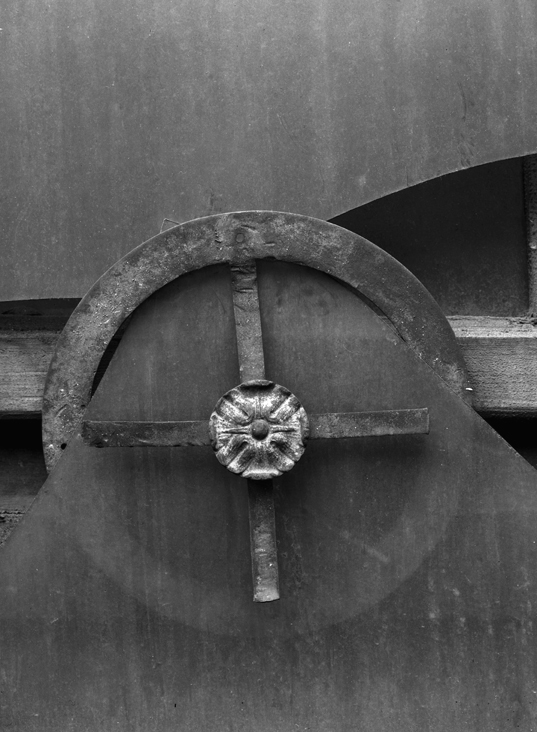
Z cyklu Věci II, 1967

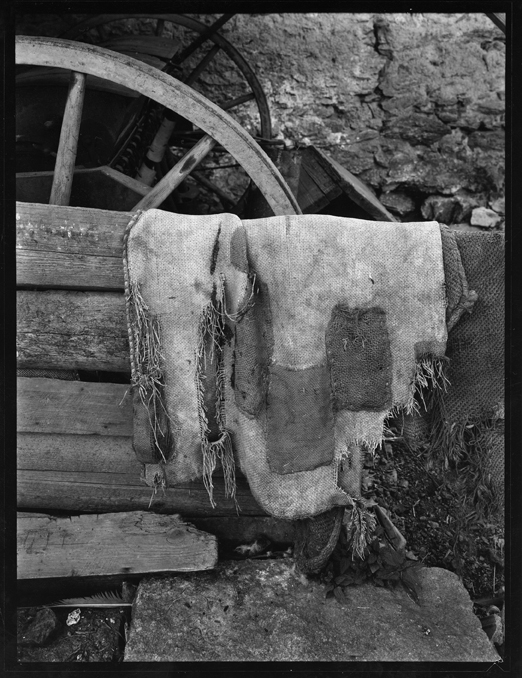
Z cyklu Dvůr I, 1976

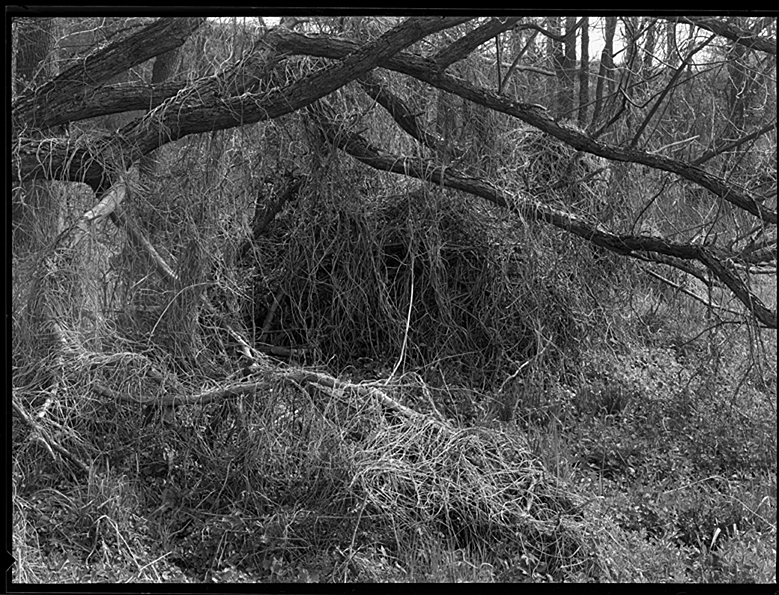
Z cyklu Krajina návratů II, 1993-1994

Karel Kuklík (7. března 1937, Praha – 18. srpna 2019 Praha) byl český fotograf, představitel informelu v české výtvarné fotografii. Je zařazován mezi výtvarníky ovlivněné abstraktními a surrealistickými tendencemi a také autory vytvářející díla se silným existenciálním nábojem. V roce 2000 byl spoluzakladatelem skupiny Český dřevák.

## Život
V roce 1954 se vyučil automechanikem a do roku 1960 pracoval v Dopravním podniku spojů. V letech 1960-1964 pracoval jako laborant ve fotografickém oddělení Státního ústavu památkové péče. Současně v roce 1962 absolvoval večerní studium na Střední všeobecně vzdělávací škole a stal se kandidátem Svazu československých výtvarných umělců (SČVU). V roce 1964 získal výuční list fotografa v družstvu Fotografia a nadále pracoval jako samostatný fotograf.
V šedesátých letech 20. století spolupracoval s časopisy Výtvarné umění, Výtvarná práce, Literární noviny a dalšími. Pro tato nakladatelství fotografoval umělecká díla, prostředí uměleckých ateliérů i portréty řady českých malířů a sochařů. Od sedmdesátých let spolupracoval s nakladatelstvími Panorama, Pressfoto, Odeon a Obchodní tiskárnou Kolín.
Byl členem Asociace fotografů, v letech 1991-1998 byl místopředsedou správní rady.
Pod vlivem fotografií amerického fotografa Edwarda Westona začal používat velkoformátové kamery 13x18 cm a 18x24 cm (později i 8"x10") a zhotovovat kontaktní kopie.
V roce 2000 založili fotografové Karel Kuklík, Jan Reich, Jaroslav Beneš a Bohumír Prokůpek skupinu Český dřevák.

### Členství v organizacích
- Svaz československých výtvarných umělců
- Svaz českých výtvarných umělců
- Asociace fotografů
- Aktiv volné fotografie při Pražském domě fotografie (PHP)

## Dílo
Fotografovat začal ve čtrnácti letech. V roce 1959 vstoupil do fotoklubu ČKD Stalingrad (původně Český klub fotografů amatérů) v Nekázance. Zde měl ve stejném roce i svou první výstavu.
V první polovině 60. let 20. století byl jedním z hlavních představitelů tzv. texturální abstrakce (český informel), aktivně se zapojoval do dění na tehdejší výtvarné scéně. Vystavoval s malíři a sochaři stejné výtvarné orientace, například na výstavách Konfrontace II (1960), Konfrontace III (1965), Aktuální tendence českého umění (1966). V dalších desetiletích se více přiklonil k fotografické tradici; české (Jaromír Funke, Miroslav Hák, Josef Sudek) a zčásti i americké (Edward Weston, Paul Strand). Své zkušenosti z období abstrakce transformoval do dalšího tvůrčího období a tyto vlivy promítá i do současného fotografického díla (např. cykly Krajiny návratů, Stopy a projekce, Nic než tráva).
Obrat ke klasické fotografii po roce 1968 je u něho provázen používáním velkoformátových kamer a nakonec i kontaktními kopiemi, které maximalizují specifičnost fotografického média. Zájem o existenciální a symbolicky nosné prvky přírody, kterým se věnoval v období texturální abstrakce, ho přivedl k městským a krajinářským fotografiím, v nichž uplatňuje smysl pro plastické hodnoty, detailní strukturu a charakteristickou atmosféru. Jeho rozsáhlý fotografický cyklus věnovaný přírodě Prahy (1974-2010) je dokonalou ukázkou tvůrčího postoje, který chápe přírodu jako svrchovanou hodnotu lidského života a její zobrazení úspěšně obdařuje přesvědčivou notou poetického myšlení.

### Fotografické cykly

#### Imaginativní krajiny
Základním dílem je širší cyklus Imaginativní krajiny z let 1958-1964, který obsahuje tyto jednotlivé cykly fotografií:
- 1958–1960 Zamořená krajina I
- 1960-1963 Krajina naděje
- 1962–1964 Zamořená krajina II
- 1964 Krajina poznání
- 1964 Ztroskotání

#### Další fotografické cykly
- 1958-1961 Mrtvé město
- 1959–1967 Struktury
- 1959-1970 Stíny
- 1960-1965 Dřeva
- 1960-1967 Krajina s kameny
- 1961 triptych Cesta
- 1961-1962 Město
- 1962 triptych Čekání
- 1962 triptych Mír tomu kdo přichází
- 1961-1968 Věci I
- 1963 triptych Vítězství
- 1963 triptych Odpočívej v pokoji
- 1963-1964 Město II
- 1963-1964 Čas města
- 1965 pentaptych Hřbitov
- 1965 Stroj I
- 1967 Stroj II
- 1966-1967 Věci II
- 1966-1967 Skály
- 1968 Lom I
- 1970 Lom II
- 1970 Pobřeží
- 1970 triptych Stromy rostou rovně I a II
- 1970 Krajina návratu (se sněhem)
- 1971-1991 Krajiny návratu I
- 1973-1994 Krajiny návratů II
- 1974 Grébovka
- 1976-1979 Dvůr
- 1981 Tam a zpátky
- 1985-1992 Stopy a projekce
- 1991 Čakov č.p. 18
- 1991 Sousedky
- 1991 Listy
- od 1997 Praha [2]

## Výstavy

### Samostatné výstavy
výběr z 36 realizovaných výstav :
- 1959 Fotoodbor ZK ČKD Stalingrad. Společně s Oldřichem Tocauerem, Praha
- 1963 Fotografie Karla Kuklíka, Výstavní síň na Karmeli, Mladá Boleslav
- 1966 Fotografie Karla Kuklíka z let 1958-1965. Československý spisovatel, Praha
- 1967 Karel Kuklík, Kabinet fotografie Jaromíra Funka, Brno
- 1968 Karel Kuklík, Galerie mladých, Galerie Mánes, Praha
- 1979 Karel Kuklík - fotografie, Galerie hl. m. Prahy
- 1980 Karel Kuklík - fotografie, Galerie moderního umění, Roudnice nad Labem
- 1981 Šumava, Muzeum Šumavy, Kašperské Hory
- 1984 Šumava, Galerie Foma, Praha
- 1987 Karel Kuklík - fotografie, Dům pánů z Kunštátu, Brno
- 1991 Krajina, Galerie Foma, Praha
- 1992 Šumavská krajina, Galerie Wolfstein, Freyung, SRN
- 1996 Šumava, Stará radnice, Esslingen am Neckar, SRN
- 1996 Portréty a ateliéry šedesátých let, Atrium na Žižkově, Praha
- 1997 Krajiny podle Kuklíka, Pražský dům fotografie
- 1997 Fotografie z let 1959-1996. České muzeum výtvarných umění v Praze
- 1997 Karel Kuklík - Grant Prahy 1997, Komorní galerie Domu fotografie J. Sudka
- 1997 Krajina intimní prostor - Karel Kuklík a Bohumír Prokůpek. Pražský dům fotografie
- 1997 Fotografie Karla Kuklíka z let 1959-1996. Galerie 4, Cheb
- 2004 Karel Kuklík - Krajiny návratů. Alšova jihočeská galerie v Hluboké nad Vltavou - Wortnerův dům
- 2007 Karel Kuklík - Vzpomínka na SSSR. Malá galerie České spořitelny, Kladno
- 2008 Karel Kuklík - Bez názvu. Soukromý klub Koníček Ivana Havla, restaurace Lucerna, Praha
- 2009 Praha - Město návratů. Karel Kuklík a Richard Homola, Galerie 4, Cheb

### Účast na kolektivních výstavách
výběr z 95 realizovaných výstav :
- 1960 Konfrontace II. Neveřejná jednodenní výstava v ateliéru sochaře Aleše Veselého
- 1964 Výstava československého užitého umění, Finsko
- 1965 Konfrontace III. Alšova síň, Praha
- 1966 Aktuální tendence českého umění - užité a průmyslové výtvarnictví, Obecní dům, Praha
- 1966 Surrealismus a fotografie, Dům pánů z Kunštátu, Brno; Museum Folkwang
- 1967 7 + 7, Galerie Václava Špály, Praha
- 1968 Tři českoslovenští fotografové (Emila Medková, Čestmír Krátký a Karel Kuklík). Krakov - Nová Huť
- 1982 Aktuální fotografie, Moravská galerie v Brně
- 1988 Město, Dům umění města Brna
- 1989 Výtvarní umělci ve fotografii 1948-1989, Národní galerie v Praze, Anežský klášter
- 1989 Československá fotografie 1945-1989, Valdštejnská jízdárna,
- 1991 Český informel, Galerie Václava Špály, Praha
- 1996 Surrealistické incidence, Pražský dům
- 1997 Naposledy na staré adrese, Pražský dům fotografie
- 1997 Detail, Národní technické muzeum, Praha
- 2000 Proměny Prahy, Staroměstská radnice, Praha
- 2000 Střední formát, Komorní galerie Domu fotografie Josefa Sudka
- 2000 Praha bez věží, Malá galerie České spořitelny v Kladně
- 2000-2002 Kontakty - čas přelomu, přelom času, Katovice, Varšava, Praha
- 2001 Z tradycja w tle - Fotografové z Prahy, Wroclaw
- 2001 Kamenná krása Prahy, Komorní galerie Domu fotografie Josefa Sudka
- 2001 Tvář naší země, Pražský hrad
- 2001 Český dřevák, Galerie 4, Cheb
- 2001 Fotografie jako umění v Československu, Moravská galerie v Brně
- 2001 Známé tváře 1940-2002, Staroměstská radnice, Praha
- 2002 Český dřevák, Lidové sady Liberec - malá výstavní síň,
- 2003 Umění je abstrakce - česká vizuální kultura 60. let, Jízdárna Pražského hradu; Moravská galerie v Brně; Muzeum umění Olomouc 2003 / Zlatý fond 2003, Národní muzeum fotografie, Jindřichův Hradec
- 2003 Český dřevák, Jihomoravské muzeum ve Znojmě
- 2003 Prazdroj české kultury, Výstavní síň Mánes, Praha
- 2003 Umění je abstrakce - česká vizuální kultura 60. let, Muzeum umění Olomouc; Galerie Klatovy/Klenová; Pinakothek der Moderne, Mnichov
- 2004 Český dřevák, Malá galerie České spořitelny v Kladně
- 2005 Česká fotografie 20. století, Městská knihovna v Praze
- 2005 Český dřevák, Vlastivědné muzeum a galerie v České
- 2006 Český dřevák, Galerie 4, Cheb
- 2006 České umění 20. století, Alšova jihočeská galerie v Hluboké nad Vltavou
- 2006 Český dřevák, Státní zámek Vranov nad Dyjí
- 2006 Český dřevák, Alšova jihočeská galerie v Hluboké nad Vltavou - Wortnerův dům
- 2006 Fotografie pro Leontinku, InterContinental Praha
- 2007 Český dřevák, Galerie auf der Pawlatsche, Vídeň
- 2008 Český dřevák, Výstavní síň Foma Bohemia, Hradec Králové
- 2008 Neregulováno, Moravská galerie v Brně
- 2008 Třetí strana zdi, Moravská galerie v Brně
- 2009 Český dřevák, Regionální muzeum Mělník
- 2010 Český dřevák a jeho host, Galerie Pusta, Katowice
- 2010 Přírůstky AJG v období let 2000-2010, Alšova jihočeská galerie v Hluboké nad Vltavou+
- 2011 Rothmayerka (Karel Kuklík, Jaroslav Beneš, Richard Homola, Tomáš Rasl, Tomáš Balej), Malá galerie České spořitelny, Kladno, 7. prosinec 2011 - 3. leden 2012
- 2014 W Ogrodze Rothmayera (Karel Kuklík, Jaroslav Beneš, Tomáš Rasl, Tomáš Balej a host Wojciech Zawadzki), Galeria KORYTARZ, Jelenia Góra, Polsko, listopad - prosinec 2014 (vernisž: 14. listopad 1914), katalog (12 stran).
- 2018 Český dřevák, Rabasova galerie, Rakovník, 8. úbora - 29. dubna 2018
- 2022 Český dřevák, Ateliér Josefa Sudka, Praha, 8. dubna – 15. května 2022 (Beneš, Helbich, Kuklík, Prokůpek, Rasl, Reich), kurátor: Pavel Vančát[3]

### Ocenění díla
- 1966 Bronzová medaile, Varšava, za cyklus Věci
- 1984 Čestné uznání MK ČSR za knihu Šumava
  - výroční cena nakladatelství Panorama za tutéž publikaci

### Zastoupen ve sbírkách
- Uměleckoprůmyslové museum v Praze
- Národní galerie v Praze
- Moravská galerie v Brně
- Muzeum Šumavy, Kašperské Hory
- Galerie hlavního města Prahy
- Alšova jihočeská galerie, Hluboká nad Vltavou
- Muzeum moderního umění, New York
- Francouzská národní knihovna, Paříž
- Muzeum výtvarných umění (Museum of Fine Arts), Houston
- Národní muzeum fotografie, Jindřichův Hradec [4]

## Galerie

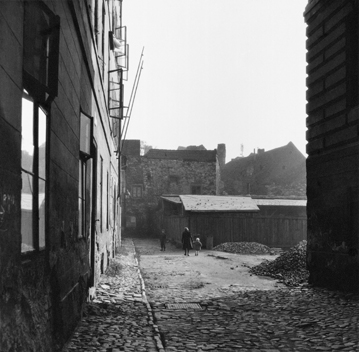
Bez názvu, 1955
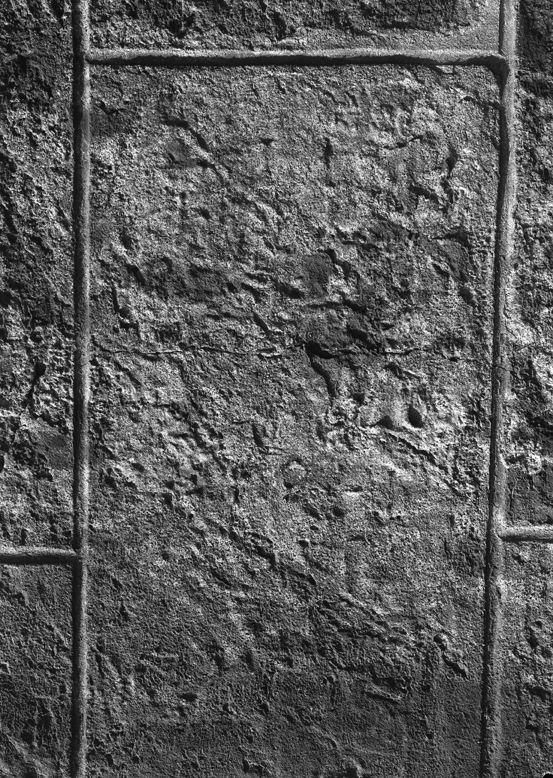
Struktura č. 3, 1960
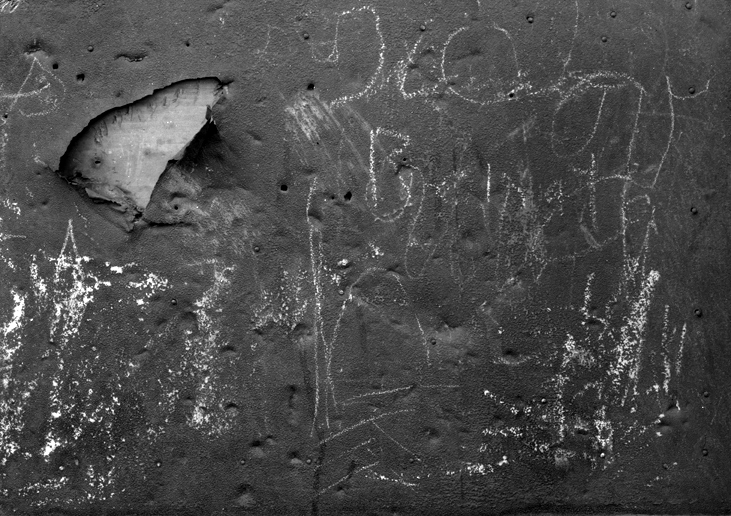
Trhlina II, 1962
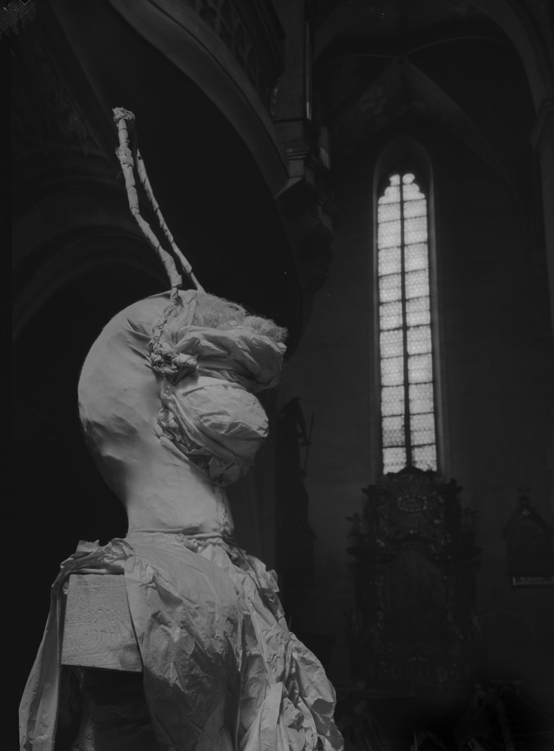
Triptych Čekání - levé křídlo, 1962
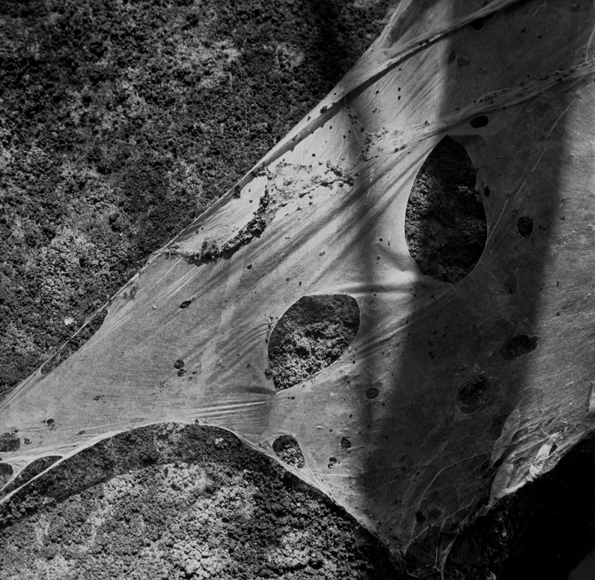
Z cyklu Zamořená krajina II, 1964
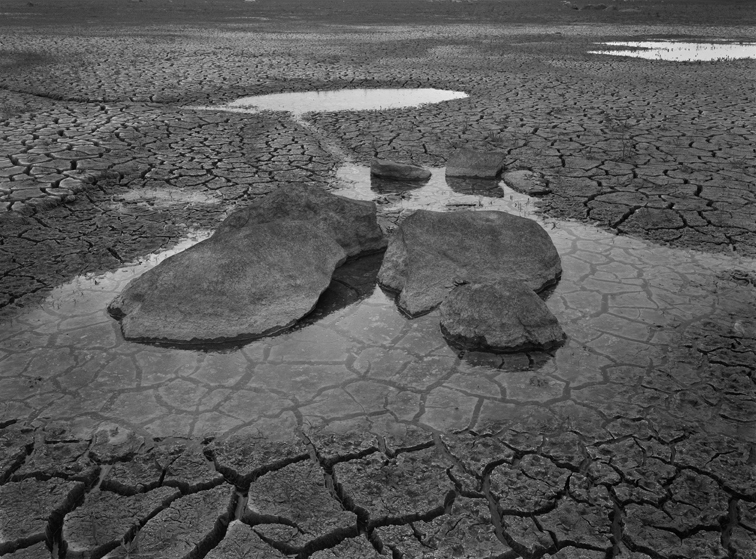
Z cyklu Krajina návratů II, 1980
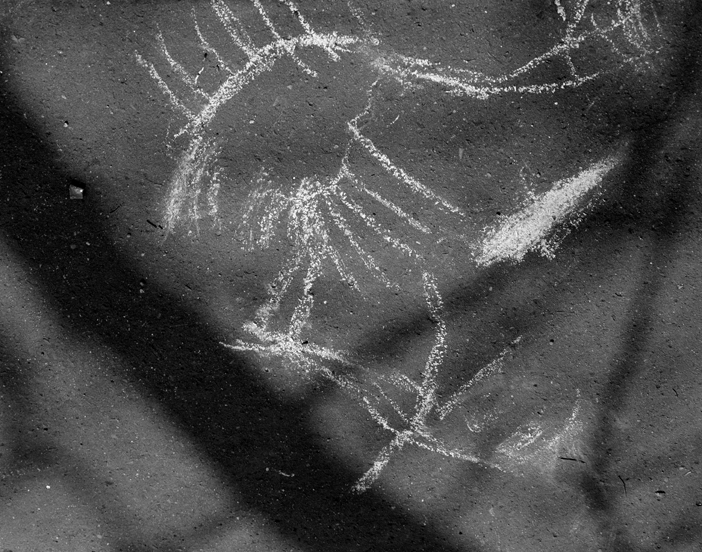
Z cyklu Stopy a projekce, 1985

## Publikace (výběr)
- Karel Kuklík : Fotografie, Katalog výstavy, text Karel Dvořák, Praha : Galerie hlavního města Prahy, 1979
- Šumava, text Bohumír Mráz, Praha : Panorama, 1984
- České a moravské rybníky, Pressfoto, 1984
- Český kras, Pressfoto, 1988
- Český Krumlov: kniha fotografií, spoluautor Pavel Kuklík, text Ivan Slavík, Praha : Kuklik, 1992, ISBN 80-901566-7-3
- Šumava = Der Böhmerwald text Bohumír Mráz, Praha : Kuklik, 1993, ISBN 80-901566-0-6
- Karel Kuklík, text Jan Kříž, Praha : České muzeum výtvarných umění, 1997, ISBN 80-7056-060-6 [5]
- Praha 1997-1998, katalog grantu Hlavního města Prahy, 1998, [6]
- Krajiny návratů = Landscapes of returns, texty Jaromír Zemina, James Rhem, Praha : Kuklik, 2004, ISBN 80-86079-09-0
- Praha : krajina návratů = landscape of returns : 1974-2008, Praha : Kuklik, 2010, ISBN 978-80-86079-10-3

### Portfolia
- Dvůr 1976–1978, deset originálních fotografií-kontaktů 18x24. Vydal autor v počtu deseti číslovaných výtisků v roce 1979 s textem Karla Dvořáka.
- Krajina návratů II. 1973–1980, deset originálních fotografií-kontaktů 18x24. Vydal autor v počtu deseti číslovaných výtisků v roce 1981 s textem Anny Fárové.
- Grébovka 1974, deset originálních fotografií- kontaktů 13x18. Vydal autor v počtu deseti číslovaných výtisků v roce 1993 s textem Jana Kříže.
- Šumava – variace na téma, sedm originálních fotografií-zvětšenin 15x20. Vydal autor v počtu deseti číslovaných výtisků v roce 1995 s textem Daniely Mrázkové.